# Битка за Грозни (1999–2000)
Битка за Грозни била је опсада и напад руских снага на главни град Чеченије Грозни, који је трајао од краја 1999. до почетка 2000. године. Опсада и борбе су оставиле престоницу опустошену. Уједињене нације су 2003. године Грозни прогласиле најразрушенијим градом на Земљи. Између 5.000 и 8.000 цивила је убијено током опсаде, што је чини најкрвавијом епизодом Другог чеченског рата.

## Увод
Дана 15. октобра 1999. године, након што су покренуле интензивну тенковску и артиљеријску ватру против чеченских сепаратиста, руске снаге су преузеле контролу над стратешким гребеном у домету артиљерије Грозног. Затим су направили неколико неуспешних покушаја да заузму положаје на периферији града. Дана 4. децембра, командант руских снага на Северном Кавказу, генерал Виктор Казанцев, изјавио је да је Грозни у потпуности блокиран од стране руских трупа. Генерал Анатолиј Квашњин, начелник генералштаба армије, чак је предвидео да ће побуњеници сами напустити престоницу Чеченије, подстакнути да се повуку од стране цивила који се плаше широког разарања. Уз подршку руског ратног ваздухопловства, руске снаге су знатно надмашиле и надиграле чеченске нерегуларне снаге, које су бројале око 3.000 до 6.000 бораца, и биле су знатно веће и много боље припремљене од снага посланих да заузму чеченску престоницу у Првом чеченском рату.

### Тактика
Руска тактика 1999. године била је да задржи тенкове и оклопне транспортере и подвргне укопане Чечене интензивној тешкој артиљеријској ватри и ваздушном бомбардовању пре него што их убије са релативно малим групама пешадије, од којих су многе биле претходно обучене у грађанском рату. Руске снаге су се у великој мери ослањале на ракетну артиљерију као што су БМ-21 Град, БМ-27 Ураган, БМ-30 Смерч, балистичке ракете ( СЦУД, ОТР-21 Точка ), касетне бомбе  и термобаричко оружје ( ТОС-1, вишецевни ракетни бацач са бојевим главама термобаричног оружја, имао је посебно истакнуту улогу у нападу). Ово оружје је исцрпило Чечене, како физички тако и психички, а ваздушни удари су такође коришћени за нападе на борце који су се крили у подрумима; такви напади су дизајнирани за максималан психолошки притисак. Они би такође демонстрирали безнадежност даљег отпора против непријатеља који би могао некажњено да удари и који је био нерањив за контрамере. У новембру је Кремљ именовао Беслана Гантамирова, бившег градоначелника Грозног, за шефа промосковског државног савета Чеченије. Гантамирова је управо помиловао руски председник Борис Јељцин и ослободио га шестогодишње затворске казне коју је служио због проневере федералних средстава која су била намењена за обнову Чеченије 1995. и 1996. године. Изабран је да предводи проруске чеченску милицију у предстојећој бици. Министар унутрашњих послова Владимир Рушаило је, међутим, одбио да испоручи милицију тешким наоружањем, ограничавајући њихов борбени арсенал на "застареле АК-47" и оптужио је Гантамирова да прихвата свакога ко би се пријавио као добровољац, укључујући побуњеничке борце. Милиција, која се често користила да предводи савезне снаге, претрпела је тешке губитке, изгубивши више од 700 људи у борби.
Руси су наишли на жесток отпор чеченских побуњеничких бораца који су блиско познавали свој главни град. Браниоци су изабрали да издрже тешко руско бомбардовање да би имали прилику да се обрачунају са својим непријатељем у окружењу по свом избору, користећи међусобно повезане ватрене положаје и маневарски рат. За разлику од ад хоц одбране из 1994. године, сепаратисти су се добро припремили за руски напад. Грозни је претворен у град-тврђаву под вођством теренског команданта Асламбека Исмаилова. Чечени су ископали стотине ровова и противтенковских ровова, изградили бункере иза стамбених зграда, поставили нагазне мине по целом граду, поставили снајперска гнезда на вишеспратницама и припремили путеве за бекство. У неким случајевима читаве зграде су биле заробљене; прозори и врата у приземљу су обично били забијени даскама или минирани, што је Русима онемогућило да једноставно уђу у зграду. Ослањајући се на своју високу покретљивост (обично нису користили панцире због недостатка опреме), Чечени су користили ровове за кретање између кућа и снајперских положаја, ангажујући Русе док су се фокусирали на врхове зграда или на прозоре. Добро организоване мале групе од не више од 15 бораца слободно су се кретале по Грозном користећи градску канализациону мрежу, чак су се шуњале иза руских линија и напале несуђене војнике са позадине.

### Опсада
Руске копнене трупе су напредовале споро, а Грозни је био опкољен крајем новембра 1999. Било је потребно више од две додатне недеље гранатирања и бомбардовања пре него што су руске трупе успеле да заузму упориште у било ком делу града. Руске копнене снаге наишле су на јак отпор побуњеничких бораца док су се кретали напред, користећи споро напредовање од суседства до суседства, а борбе су биле фокусиране на стратешко брдо изнад града. Обе стране су једна другу оптуживале за покретање хемијских напада. Тврдње о хемијским нападима су можда потекле од посматрања несагорених остатака гасовитог експлозива из термобаричних пројектила ТОС-1 или су хемикалије можда побегле из уништених индустријских постројења. Гласине о гасним нападима и поделе међу Чеченима (за изазивање рата окривљени су исламски екстремисти) допринели су да многи побуњенички борци напусте Грозни. Почетком децембра Русија је заузела град Урус-Мартан, упориште сепаратиста у близини Грозног, након што је неколико седмица претрпано тешким ваздушним и артиљеријским бомбардовањем.
Већина градског цивилног становништва побегла је након ракетних напада на почетку рата, остављајући улице углавном пусте. Чак 40.000 цивила, често старих, сиромашних и немоћних, остало је заробљено у подрумима током опсаде, где су патили од бомбардовања, хладноће и глади. Неки од њих су убијени док су покушавали да побегну. Дана 3. децембра, око 40 људи је погинуло када је на конвој избеглица који је покушавао да напусти опкољена подручја пуцано. Око 250 до 300 људи који су убијени при покушају бекства у октобру 1999. године, између села Горјачеводск и Петропавловскаја, сахрањено је у масовној гробници. Руске снаге које су опседале Грозни планирале су да нападну град тешким ваздушним и артиљеријским бомбардовањем, намеравајући да сравне град до те мере да побуњеници нису могли да га бране. Дана 5. децембра, руски авиони, који су бацали бомбе на Грозни, прешли су на летке са упозорењем Генералштаба. Руси су поставили рок, позивајући становнике Грозног да напусте „на сваки могући начин“ до 11. децембра 1999. године, наводећи да ће се „особе које остану у граду сматрати терористима и бандитима и да ће бити уништене артиљеријом и авијацијом. Неће бити даљих преговора. Сви који не напусте град биће уништени“.
Руски команданти припремили су „безбедан коридор“ за оне који желе да побегну из Грозног, али извештаји из ратне зоне сугеришу да га је мало људи користило када је отворен 11. децембра. Очајне избеглице које су побегле причале су приче о бомбардовању, гранатирању и бруталности. Русија је проценила да је у Грозном остало 15.000 људи, док је група чеченских прогнаника у Женеви потврдила друге извештаје у којима се цивилно становништво процењује на 50.000. Русија је на крају повукла ултиматум суочена са међународним гневом Сједињених Држава и Европске уније. Британски министар спољних послова Робин Кук „свесно је осудио” руски потез: „Ми оштро осуђујемо оно што је Милошевић урадио на Косову и оштро осуђујемо оно што Русија ради у Чеченији”. Бомбардовање града се наставило; према подацима руског министарства за ванредне ситуације, процењено је да је у Грозном остало између 8.000 и 35.000 цивила.
Ране борбе биле су концентрисане на источној периферији Грозног, са извиђачким тимовима који су улазили у град да идентификују положаје побуњеника. Чинило се да је руска тактика била да извуче ватру од побуњеника, а затим да се повуче и гађа чеченске положаје артиљеријском и ракетном ватром. До 13. децембра, руске трупе су повратиле контролу над главним аеродромом у Чеченији. Смештена у предграђу Ханкала, била је главна руска војна база током првог рата и била је једна од првих мета које су гађали ратни авиони на почетку руског учешћа у другом рату. Следећег дана је пријављено да је више од 100 руских војника убијено када је оклопна колона упала у заседу на тргу Минутка; Руска влада је оштро демантовала извештаје дописника Ројтерса и Асошиејтед преса.
Чеченски борци су 2. јануара напали и уништили руску оклопну колону која је дан раније ушла у село Дуба-Јурт. Следећег дана, генерал Валентин Аставијев рекао је на државној телевизији да су руске снаге претрпеле само троје мртвих у претходна 24 сата. Ипак, командант јединице Министарства унутрашњих послова у Грозном рекао је агенцији Франс прес да је у претходних 48 сати убијено 50 мушкараца. Чеченски борци у Грозном су 4. јануара извели серију контранапада и пробили руске линије на најмање два места, привремено заузевши село Алкхан-Кала. Подршка руске јавности рату, која је раније била огромна, изгледа да је бледела како су се жртве повећавале, а влада је све више критикована у строго контролисаним руским медијима због потцењивања броја жртава. Руско бомбардовање је коначно почело да узима свој данак: користећи вишецевне ракетне бацаче и масовну тенковску и артиљеријску ватру, Руси су сравнили велике делове Грозног припремајући се за свеобухватни напад.
Дана 10. јануара, чеченске снаге су покренуле контраофанзиву као подршку гарнизону у Грозном, накратко поново заузевши градове Шали, Аргун и Гудермес и отворивши нови коридор за снабдевање престонице. У координисаним нападима, Чечени су такође упали у заседу колони снабдевања на путу Аргун-Гудермес у близини села Џалка, убивши најмање 26 војника у највећем једнодневном званичном броју погинулих од почетка рата у септембру. Командант за Северни Кавказ ген. Казанцев је за тешке губитке окривио грешке званичника „меког срца“ који су дозволили побуњеницима да изврше контранапад и изјавио да ће од сада само дечаци млађи од 10 година, старци старији од 60 година и девојке и жене сматрати избеглицама. Руси су 15. јануара рекли да је 58 Чечена убијено док су покушавали да побегну из Грозног.
До средине јануара, десетине хиљада руских војника започело је напредовање на централни Грозни из три правца. Током ових борби, неколико предграђа и кључних зграда у близини центра града неколико пута је променило власника. У низу инцидената, мале групе побуњеничких бораца одсекле су изложене руске јединице од главних снага. Дана 19. јануара, у великом неуспеху за руске снаге, чеченски снајперисти су убили једног од руских команданата, ген. Михаил Малофејева. Руске трупе нису успеле да извуку његово тело тек пет дана касније. Два дана касније, једна руска јединица изгубила је 20 мушкараца убијених у северозападном Грозном након што су побуњеници прошли кроз канализационе тунеле и напали их са задње стране. Руска влада је 26. јануара признала да су 1.173 војника убијена у Чеченији од почетка рата у октобру. Ова бројка је више него двоструко већа од 544 мртвих пријављених 19 дана раније, 6. јануара, са само 300 мртвих пријављених 4. јануара, што указује на многе губитке у биткама у Грозном и другде током овог месеца (касније је Русија тврдила да је у граду погинуло 368 војника).

### Пробијање
Пошто су њихови путеви снабдевања били блокирани све ефикаснијом руском блокадом, муниције је било при крају и њихови губици су порасли, чеченско побуњеничко вођство је одлучило да је отпор узалудан. На састанку у бункеру у центру Грозног, команданти побуњеника одлучили су на очајничку коцку да пробију три слоја руских снага и уђу у планине. Председник Чеченије Аслан Масхадов раније је евакуисан у тајни штаб негде на југу Чеченије. Око 1.000–1.500 бораца под командом на терену Русланом Гелајевом повукло се без наређења, остављајући друге побуњеничке снаге изложене.
Главне чеченске снаге почеле су да беже последњег дана јануара и првог дана фебруара током зимске олује, након покушаја да поткупе излаз. Извиђачка група коју су послали напред није се вратила, али су команданти одлучили да ипак оду. Око 4.000 побуњеничких бораца и нешто цивила, који су се кретали у правцу југозапада, дочекани су јаком артиљеријском ватром. Колона од око 2.000 бораца, неколико стотина небораца и 50 руских ратних заробљеника, ушла је у минско поље између града и села Алкхан-Кала. Руске снаге су им направиле заседу док су прелазиле мост преко реке Сунже и бомбардовале их артиљеријом. Чечени су се пробијали кроз минско поље, несвесни тога са недостатком инжењера. Комбинацијом артиљеријске ватре и преласком минског поља погинуло је на десетине побуњеничких бораца, укључујући неколико највиших чеченских команданата: Хункар-пашу Исрапилова, градоначелника Лечу Дудајева и Асламбек Исмаилова, команданта одбране Грозног. Побуњеници су рекли да су изгубили око 400 бораца у минском пољу у Алкхан-Кали, укључујући 170 погинулих. Око 200 рањених је осакаћено, укључујући Абдул-Малика Межидова и Шамила Басајева (потоњи је стао на мину док је водио своје људе). Укупно је током бекства било најмање 600 жртава. Руски генерали су првобитно одбили да признају да су Чечени побегли из блокираног града, рекавши да се у граду настављају жестоке борбе. Помоћник председника Владимира Путина и портпарол руске владе за Чеченију Сергеј Јастржембски рекао је да би обавестили да су побуњеници напустили Грозни. Ген. Виктор Казанцев је тврдио да је током пробоја убијено чак 500 побуњеника.
Након неколико борби на периферији села, сам Алкхан-Кала је погођен тактичким пројектилима ОТР-21 Точка са бојевим главама касетне муниције, убивши или ранивши многе цивиле. Побуњеници су кренули даље, али је неколико рањених бораца, укључујући Хаџи-Мурат Јандијева, остављено у локалној болници где су их Руси ухватили. Дана 4. фебруара, руске снаге, наводно покушавајући да спрече Чечене у даљем повлачењу, бомбардовале су село Катир-Јурт. Око 20.000 избеглица очајнички је побегло од интензивног бомбардовања које је трајало два дана и убило стотине цивила, укључујући бомбардовање конвоја цивила који је покушавао да напусти насеље током затишја у борби. Побуњенички постоперативни ратни савет одржан је у селу Алкхан-Јурт, где је одлучено да се чеченске снаге повуку у неприступачне клисуре Ведено и Аргун у јужним планинама како би извршиле герилски поход против Руса. Побуњеници су се потом повукли у планине.

## Последице
Дана 3. фебруара, дан након пробоја, Руси су почели са чишћењем; почињени су многи озбиљни злочини над цивилима, најозлоглашенији масакр у Новом Алдију у коме је убијено најмање 50 цивила када је ОМОН (специјалне полицијске трупе) опљачкао насеље 5. фебруара. Неколико стотина бораца побуњеника остало је у рушевинама заробљеним минама, лежећи ниско и узнемиравајући Русе повременом снајперском ватром. Због опасности од снајпера, мина и неексплодираних убојних средстава Руси су тек 6. фебруара успели да подигну руску заставу изнад центра града. Председник Путин је саопштио да је Грозни ослобођен и рекао да је војним операцијама дошао крај. Многе оштећене или миниране зграде су разнете, укључујући и све вишеспратнице око трга Минутка. Руске снаге су 21. фебруара одржале војну параду како би обележиле Дан браниоца отаџбине (бивши Дан Совјетске армије) и да би симболизовали наводни коначни пораз чеченских побуњеника. Руски министар одбране Игор Сергејев рекао је током церемоније да је завршена "завршна фаза" операције "уништавања бандитских формација и терористичких група које су покушавале да сруше Русију".
Радници Уједињених нација који су ушли у град са првим конвојем међународне помоћи открили су „девастирану и још увек несигурну пустош препуну тела”. У Грозном је још било око 21.000 цивила. Губици града никада нису урачунати. Већина лешева је очишћена 2000. и 2001. године, али је једна масовна гробница која датира из времена битке откривена 2006. у некадашњем парку Киров у Грозном. У марту је руска војска почела да дозвољава избеглицама повратак у град.

### Герилски рат у Грозном
Око 500 (руска процена) до 1.000 (тврдња сепаратиста) побуњеничких бораца остало је у граду и више се вратило касније са цивилима, често су се скривали у комуникационим тунелима и подрумима оштећених зграда дању и ноћу излазили да пуцају на руске положаје или да постављају ИЕД на улице да би следећег дана напали патроле и возила. У јуну 2000. године, руска полиција и јединице специјалних снага започеле су операцију против побуњеника у Грозном, али су бомбардовања и сукоби у граду настављени јер су се герилци скривали међу делимично враћеним цивилним становништвом. Према речима градоначелника Бислана Гантамирова, герилцима је помагала чеченска полиција, а Руси су у Грозном противправно убијали до 15 Чечена дневно. Према руском војном аналитичару Павелу Фелгенхауеру, неко би могао „бити опљачкан, силован или убијен у било ком тренутку – чак и ако је био... лојалан Русији“ . У неколико инцидената, хеликоптери су оборени пројектилима изнад Грозног, убивши један број високих војних званичника. У паду Ми-26 Кханкала 2002, најсмртоноснијем нападу, више од 120 војника је погинуло у најгорој хеликоптерској катастрофи у историји. Било је и низа бомбашких напада на зграде локалне управе (укључујући самоубилачке нападе). Бомбашки напад камионом у Грозном 2002. уништио је седиште промосковске чеченске владе, убивши најмање 83 особе. Нападнуте су и војне установе и полицијске станице, а било је много дневних снајперских пуцњава и других инцидената, а сви су имали за циљ да убију или заробе руске војнике који су излазили на улице сами или у малим групама.
Непријатељства су постајала спорадичнија како су године пролазиле, а сукоб у Чеченији генерално је постајао мање интензиван. На крају су напади у престоници постали ретка појава. Велики напори на рестаурацији града одвијали су се од 2006. године, често праћени откривањем људских остатака, укључујући масовне гробнице.